# 小行星2567
小行星2567（2567 Elba）是一颗绕太阳运转的小行星，为主小行星带小行星。该小行星于1979年5月发现。
該小行星以發現者奧斯卡·皮薩羅（Oscar Pizarro）和吉多·皮薩羅（Guido Pizarro）的母親埃爾巴·阿吉萊拉·德·皮薩羅（Elba Aguilera de Pizarro）命名。

## 轨道参数
小行星2567的轨道半长轴为2.7376323 UA，离心率为0.138。